# Partido judicial de Ripoll
El Partido judicial de Ripoll es uno de los 49 partidos judiciales en los que se divide la comunidad autónoma de Cataluña, siendo el partido judicial n.º 4 de la provincia de Gerona.
El ámbito territorial, que viene regulado por el Real Decreto 529/1983, de 9 de marzo, comprende las localidades de Campdevánol, Campellas, Camprodón, Gombreny, Llanás, Las Llosas, Molló, Ogassa, Pardinas, Planolas, Queralbs, Ribas de Freser, Ripoll, San Juan de las Abadesas, San Pablo de Seguríes, Setcasas, San Cristóbal de Tosas, Vallfogona, Vidrá y Vilallonga de Ter.
La cabeza de partido y por tanto sede de las instituciones judiciales es Ripoll. Cuenta con un Juzgado único de Primera Instancia e Instrucción.